# Stachytarpheta mutabilis
Stachytarpheta mutabilis är en verbenaväxtart som först beskrevs av Nikolaus Joseph von Jacquin, och fick sitt nu gällande namn av Vahl. Stachytarpheta mutabilis ingår i släktet Stachytarpheta och familjen verbenaväxter. Inga underarter finns listade i Catalogue of Life.